# Casa Godó (Igualada)
La Casa Godó és una obra eclèctica de Igualada (Anoia) protegida com a Bé Cultural d'Interès Local.

## Descripció
Edifici entre mitgeres amb elements neoclàssics i amb una tribuna que tot i ser posterior s'integra totalment a l'edifici.
Edifici entre mitgeres amb façanes a la Rambla i al carrer de Sant Cristòfol.
La façana principal, de llenguatge eclèctic on es barregen elements neoclàssics amb altres més propers al modernisme imperant en l'època del projecte (especialment elements florals, garlandes, llindes, esgrafiats, forja de les baranes, ...) està actualment molt modificada per la tribuna situada al primer pis, i que actua com a terrassa de la planta segona, construïda més tard. La forja de les baranes dels balcons és diferent de la que apareix al projecte.
La façana posterior està ordenada segons cinc eixos, marcats per les obertures, i amb una cornisa i barana de remat que acusa el gir que fa l'alineació del carrer.
Sobre la porta d'entrada, a la rambla hi ha el medalló amb les inicials J.G. del propietari.